# I'm N Luv (Wit A Stripper)
I'm N Luv (Wit A Stripper) è il secondo singolo dell'artista R&B T-Pain, estratto dall'album Rappa Ternt Sanga e realizzato con il rapper Mike Jones.Il brano prodotto da Akon, ha avuto il suo periodo di successo durante l'inizio del 2006.

## Critica
Il singolo ha debuttato nella Billboard Hot 100 alla posizione numero 5, diventando dopo I'm Sprung il secondo singolo dell'artista ad arrivare nelle Top 10 statunitensi.
Il brano è stato soggetto anche a molte controversie da parte dei fan e in molte riviste musicali, infatti queste ultime hanno descritto il brano in maniera positiva solo in fatto di suoni, la produzione del singolo Im N Luv da parte di T-Pain ha un suono certamente orecchiabile anche perché ha usato molti Sequencer e Drum machine per arrangiarlo. Le influenze di questo stile di musica pop club deriva anche dal rap da club che nel sud degli Stati Uniti si è diffuso molto velocemente. Ma a parte quello la parte negativa del brano che ha fatto critica sulle riviste e ha fatto ricredere su molti fan è il contenuto, infatti è stato molto polemizzato perché se al di fuori sembra privo di correzioni quello che vuole dire il cantante rappresenta però molte altre cose. Il video originale del brano proprio per questo motivo non è mai stato trasmesso anche se aveva avuto molto successo.

## Video
La canzone tratta di un uomo che entra in un locale notturno per cercare una spogliarellista con la quale passare la notte. La versione censurata porta il nome di I'm In Luv (Wit A Dancer), sebbene alcune stazioni radio abbiano continuato a trasmettere quella originale. La versione originale del video, dato il contenuto, non è mai andata in onda. È stato realizzato un video remix che sarebbe la versione non censurata del brano, la differenza è che il brano è lo stesso ma le scene delle riprese sono diverse, anche in questo video c'è il rapper Mike Jones che duetta con T-Pain, nelle riprese si vede quest'ultimo che balla spesso nei ritornelli davanti a delle auto, nella parte finale del video, T-Pain aspetta fuori dalla discooteca una ragazza che era quella che era apparsa all'inizio delle scene e poi se ne vanno.

## Remix
È stato realizzato un remix con R. Kelly, Twista, Pimp C, Paul Wall, MJG e Too Short, e ne è stato tratto anche un video. A un altro si aggiungono Busta Rhymes e Pitbull, mentre in iTunes è possibile trovare una versione reggaeton del singolo. Un ulteriore remix chiamato I'm In Luv (Wit A Ripper) vede la partecipazione di Keak Da Sneak.
"Weird Al" Yankovic ha fatto una parodia del singolo dal titolo I'm In Luv (Wit A Skipper).